# Werner Hahlweg
Werner Hahlweg (* 29. April 1912 in Berlin; † 7. Mai 1989 in Baden-Baden) war ein deutscher Militärhistoriker und Militärwissenschaftler sowie Mitglied des NSDStB, der SS und der NSDAP.
Hahlweg legte programmatische Aufsätze zur konzeptionellen Erneuerung der Militärmuseen vor und wirkte maßgeblich an der Neugestaltung der Weltkriegsabteilung des Berliner Zeughauses mit. Von 1969 bis 1978 lehrte er als Professor für Militärgeschichte und Wehrwissenschaften an der Westfälischen Wilhelms-Universität in Münster.
Er gilt als „Nestor der Clausewitz-Forschung“ in Deutschland.

## Leben

### Herkunft und Schulbesuch in Danzig
Werner Hahlweg wurde als Sohn von Charlotte Hahlweg, geborene Nahgel, und des Arztes Ernst Hahlweg geboren. Seine Vorfahren stammten aus den Niederlanden und wurden in der Provinz Westpreußen ansässig. Väterlicherseits war er Spross einer Soldatenfamilie; der Vater diente zunächst als Militärarzt bei der Schutztruppe für Deutsch-Südwestafrika und war dann bei der Landwehr in Berlin tätig, wo Werner Hahlweg 1912 geboren wurde. Nach Ausbruch des Ersten Weltkrieges 1914 wurde sein Vater mit der Familie ins Garnisonslazarett auf die preußische Festung Graudenz südlich von Danzig versetzt. Dort wuchs Werner Hahlweg auf und verfolgte die militärische Laufbahn des Vaters, der zum Kriegsende zum Stabsarzt der Landwehr im Generalkommando des XVII. Armee-Korps in Danzig befördert wurde.
Nach 1918 ließ der Vater sich in Danzig-Langfuhr als praktischer Arzt nieder. Im Jahr 1931 absolvierte Hahlweg sein Abitur am Kronprinz-Wilhelm-Reform-Realgymnasium im Vorort Wrzeszcz von Danzig. Sein späteres Wirken wurde wesentlich durch die Geschichte der Freien Stadt Danzig und den Vielvölkerstaat Österreich-Ungarn geprägt.

### Studium in Tübingen und Wien
1931 begann er sein Studium der Geschichte, Philosophie und Kunstgeschichte an der Eberhard Karls Universität Tübingen, wo er u. a. Vorlesungen bei Johannes Haller besuchte. Im folgenden Jahr wechselte er an die Universität Wien. Hier gehörten zu seinen akademischen Lehrern Karl Bühler, Alfons Dopsch, Hans Hirsch, Carl Patsch, Julius von Schlosser und Heinrich von Srbik. Zugleich arbeitete er als außerordentliches Mitglied für das Institut für Österreichische Geschichtsforschung zu den Historischen Hilfswissenschaften. Neben seinem Studium war er darüber hinaus von 1932 bis 1934 als Volontär am Österreichischen Heeresmuseum, wo er unter Wilhelm John arbeitete. Zu seinem Bekanntenkreis gehörte auch der Historiker Alfred Mell, ab 1934 Direktor des Heeresgeschichtlichen Museums.

### Mitarbeiter am Berliner Zeughaus
Hahlweg hat 1934 seine Doktorarbeit am Lehrstuhl für Kriegsgeschichte an der Friedrich-Wilhelms-Universität zu Berlin begonnen. 1936 wurde er bei Walter Elze, einem Schüler von Hans Delbrück, mit der Dissertation Das Kriegswesen der Stadt Danzig zum Dr. phil. promoviert. Er war Mitglied des NSDStB und trat zum 1. Juni 1933 in die SS (SS-Nummer 205.412) sowie zum 1. Dezember 1936 in die NSDAP ein (Mitgliedsnummer 3.768.134).
Während der Zeit des Nationalsozialismus war Hahlweg von 1936 bis 1939 im Museumsdienst tätig. Ab Juli 1936 arbeitete Hahlweg am unter der Leitung von Konteradmiral a. D. Hermann Lorey stehenden Zeughaus Berlin, wo er zuletzt Referent für Infanteriewaffen und für Artillerie war. Dabei legte er programmatische Aufsätze zur konzeptionellen Erneuerung der Militärmuseen im Nationalsozialismus vor. Als Doktorand und wissenschaftlicher Mitarbeiter des Zeughauses schlug er 1935 vor, anstelle einer systematischen Darstellung waffengeschichtlicher Entwicklungen den Soldaten in den Mittelpunkt der Ausstellungen zu stellen, um deutsche Tugenden und Charakterstärken zu verkörpern. Dadurch könnten die Heeresmuseen ihre „durch den wiedererwachten Wehrwillen“ bestimmten Aufgaben erfüllen, „einmal Stätten der wehrgeistigen Erziehung des Volkes, Hüter und Pfleger der kriegerischen Überlieferung und des soldatischen Geistes zu sein, zum anderen, sich als Forschungs-, Bildungs- und Lehranstalten aktiv in den Dienst des allgemeinen Aufbaues zu stellen“. Die neue, 1936 eröffnete Weltkriegsabteilung des Zeughauses, an deren Aufbau und Einrichtung Hahlweg maßgeblich beteiligt war, war nach neuen Gesichtspunkten gestaltet. Raumtexte und Objektkommentare gaben die ideologisch geformte Interpretation der Exponate vor und vermittelten zentrale Botschaften und Aspekte der NS-Ideologie, während auf die früher üblichen Schaueffekte wie Objektinszenierungen und nachgestellte Szenen verzichtet wurde.
Auch arbeitete Hahlweg im Mai 1937 im Auftrag der Danziger Gaupropagandaleitung der NSDAP an der Ausstellung Das politische Danzig. 1937 begann er auf Anregung eines väterlichen Freundes mit seiner Habilitationsschrift Die Heeresreform der Oranier und die Antike, die ein „grundlegendes Werk“ zum Thema wurde. Im Frühjahr 1940 reichte er seine Arbeit bei Walter Elze und Arnold Oskar Meyer ein.

### Kriegsdienst bei der Wehrmacht
Von 1939 bis 1945 nahm er als Angehöriger des Heeres am Zweiten Weltkrieg teil. Bei Kriegsausbruch im September 1939, noch vor der Vollendung seiner Habilitationsschrift in Berlin, war er zur Wehrmacht einberufen worden. Er diente bei der Artillerietruppe in Berlin-Spandau. Bereits zuvor leistete er aufgrund des Praxisbezugs Wehrübungen ab. Im Mai und Juni 1940 nahm er als Soldat am Westfeldzug teil. Nach einem Berlinaufenthalt war er 1941/42 als Angehöriger eines Artillerieregiments am Überfall der deutschen Wehrmacht auf die Sowjetunion und Deutsch-Sowjetischen Krieg beteiligt. Am 15. Februar 1942 wurde er zum Leutnant befördert. Im Jahr 1943 versetzte man ihn ins Heereswaffenamt (HWA) nach Berlin, wo er als Technischer Versuchsgruppenleiter die technische Amtsgruppe für Entwicklung und Prüfung (WA Prüf 2) leitete. Er wirkte u. a. an der Entwicklung des Sturmgewehrs 44 mit, das 1943 bei der Wehrmacht eingeführt wurde. Im August 1944 befand er sich in dieser Funktion kurzzeitig „auf einem Kommando in den besetzten Gebieten“.
Als Wehrmachtsangehöriger war Hahlweg auch als „Beutegut“- bzw. „Sammeloffizier“ tätig, um in den Kriegsgebieten passende Exponate für Sonderausstellungen des Zeughauses zu finden, in denen während des Krieges Trophäen, gegnerische Uniformen und Waffen ausgestellt wurden.

### Hochschullehrer in Berlin und Münster
Im Juni 1942 erhielt er an der Friedrich-Wilhelms-Universität zu Berlin die Venia Legendi für Geschichte mit besonderer Berücksichtigung der Kriegsgeschichte, der Heeres- und Waffenkunde und hielt eine Antrittsvorlesung.
Nach dem Ende des Zweiten Weltkrieges war Hahlweg als Privatgelehrter tätig. Seine Habilitation war unstrittig, da aber Militärgeschichte als Lehrfach verboten war, musste er, um als Hilfsassistent tätig werden zu können, sich auf Allgemeine Geschichte umhabilitieren. Ende 1950 wurde er als Dozent für (allgemeine) Geschichte an der Westfälischen Wilhelms-Universität in Münster angestellt. Ab 1957 war er außerordentlicher Professor für Geschichte mit besonderer Berücksichtigung der Niederländischen Geschichte und ab 1969 ordentlicher Professor für Militärgeschichte und Wehrwissenschaften am Historischen Seminar. In der Bundesrepublik Deutschland war er der einzige ordentliche Professor für dieses Fachgebiet. Ende der 1970er Jahre wurde er emeritiert. Zu seinen akademischen Schülern gehörten u. a. Dermot Bradley, Hans-Peter Harstick, Jürgen Kraus, Horst Lademacher, Ulrich Marwedel, Joachim Niemeyer, Winfried Scharlau, Erich Vad, Arnold Vogt, Arnold Wirtgen und Rolf Wirtgen. Wesentlichen Einfluss nahm er weiterhin auf Roland Beck und Andreas Herberg-Rothe, die bei ihm in Münster hörten; Peter Löw begann seine Promotion bei Hahlweg. Nach mehrjähriger Vakanz wurde 1983 in Münster erneut eine Professur für Militärgeschichte (Bernhard Sicken) eingerichtet.

### Ehrenamtliche Verbandstätigkeit
Im November 1932 wurde er Mitglied der Österreichischen Gesellschaft für Heereskunde in Wien. 1934 trat er der Gesellschaft für Heereskunde in Berlin bei und wurde 1936 deren Vorstandsmitglied in der Funktion eines Schriftführers. Von 1962 bis 1986 war er Vorsitzender der Deutschen Gesellschaft für Heereskunde. Zu seinen Leistungen gehörte die Gründung der Rubrik „Heeresmuseale Nachrichten“ in der Zeitschrift für Heereskunde. Im Jahr 1986 wählten ihn die Mitglieder für sein ehrenamtliches Engagement zum dritten Ehrenvorsitzenden in der Vereinsgeschichte.
Hahlweg war evangelisch, starb 1989 und wurde auf dem Hauptfriedhof in Baden-Baden beigesetzt.

## Militärwissenschaftliches Werk in der Bundesrepublik
Hahlweg war einer der renommiertesten Militärhistoriker in Deutschland. Als angesehener Experte für den Heeresreformer und Militärtheoretiker General Carl von Clausewitz wurde er vom universell ausgerichteten Ferdinand-Dümmler-Verlag gebeten, dessen Hauptwerk Vom Kriege (1832) neu herauszugeben. Dem kam er 1952 nach und brachte die 16. Auflage mit Einleitung und erstmals ausführlichen Anmerkungen heraus, weitere, zuletzt die 19. Auflage von 1991, sollten folgen. Im Jahr 1966 war er durch die Historische Kommission bei der Bayerischen Akademie der Wissenschaften mit der Veröffentlichung darüber hinaus gehender Schriften Clausewitz’ betraut. Über ihn und andere (u. a. Albert von Boguslawski und Wilhelm René de l’Homme de Courbière) sowie Fachbegriffe verfasste er auch entsprechende Lexikonartikel in der Neuen Deutschen Biographie (NDB) und im Reallexikon zur Deutschen Kunstgeschichte (RDK) sowie in Handbüchern. Außerdem war er Leiter und Teilnehmer von internationalen Tagungen und Konferenzen u. a. Fachtagungen am Zentrum für Innere Führung der Clausewitz-Gesellschaft. Er gilt rückblickend als „Nestor der Clausewitz-Forschung“ in der Bundesrepublik Deutschland und war gleichzeitig einer der weltweit führenden Wissenschaftler auf diesem Gebiet.
Ab Mitte der 1950er Jahre beschäftigte er sich mit Friedrich Engels, Karl Marx und Lenin und der Bedeutung des Guerillakrieges. Auch der Vietnamkrieg und unterschiedliche Kriegsformen wurden von ihm untersucht. Im Mai 1970 sprach er zu Marx und Engels auf der internationalen wissenschaftlichen Konferenz, die zum 150. Geburtstag von Friedrich Engels durch die Stadt Wuppertal initiiert wurde.
Hahlweg versuchte das Militärwesen als „integrierende[n] Bestandteil der modernen Gesellschaft zu verstehen“. Er sah diese Wissenschaft als handwerkliche Grundlage für weitere Überlegungen der Landesverteidigung und Friedensforschung. Er befürwortete interdisziplinäres Arbeiten unter Einbeziehung der westlichen und östlichen Welt und setzte sich für ein ganzeinheitliches Denken unter Zuhilfenahme der Philosophie sowie Dialektik und Logik ein.
Im Biblio Verlag mitbegründete er 1973 die mehrbändige Reihe Studien zur Militärgeschichte, Militärwissenschaft und Konfliktsforschung, die er mit Johann Christoph Allmayer-Beck, Hans Bleckwenn, Dermot Bradley, Charles B. Burdick, Othmar Hackl und Walter Schaufelberger herausgeben sollte.
Hahlweg war Autor von zahlreichen Aufsätzen in Annalen und Mitteilungen sowie in deutschen und internationalen Fachzeitschriften: Allgemeine Schweizerische Militärzeitschrift, Archiv für Kulturgeschichte, Blätter für deutsche und internationale Politik, Blätter für deutsche Landesgeschichte, Historische Zeitschrift, Journal of Strategic Studies, Österreichische Militärische Zeitschrift, Revue Défense Nationale, RUSI Journal, Vierteljahrshefte für Zeitgeschichte, Waffen- und Kostümkunde, Zeitschrift für die gesamte Staatswissenschaft und Zeitschrift für Heereskunde.

## Auszeichnungen und Ehrungen
- 1978: Bundesverdienstkreuz am Bande[21] der Bundesrepublik Deutschland
- 1982: Kulturpreis der Vertretung der Freien Stadt Danzig[22]
- 1983: Bundesverdienstkreuz 1. Klasse der Bundesrepublik Deutschland[23]
- 1986: Ehrenvorsitzender der Deutschen Gesellschaft für Heereskunde[14]
- 1987: Ehrenmitglied der Clausewitz-Gesellschaft[24]

## Nachlass und Würdigung

### Werner-Hahlweg-Preis
Werner Hahlweg hatte keine direkten Nachkommen. Er stand seit den 1970er Jahren im engen Kontakt zur Wehrtechnischen Studiensammlung Koblenz (WTS) des Bundesamtes für Wehrtechnik und Beschaffung (BWB) und vermachte in einem am 6. Oktober 1988 mit der Bundesrepublik Deutschland notariell beschlossenen Erbvertrag sein gesamtes Vermögen (auch sein Archiv und die Bibliothek) dem BWB. Ab 1992 wurde zweijährig aus seinem Nachlass der Werner-Hahlweg-Preis für Militärgeschichte und Wehrwissenschaften an Nachwuchswissenschaftler vergeben.
Die Preisvergabe wurde im November 2012 aufgrund der öffentlich gewordenen Partei- und SS-Mitgliedschaften des Namensgebers, der im Juni 1933 in die SS und im September 1936 in die NSDAP eingetreten war, in dem politischen ARD-Fernsehmagazin Kontraste (RBB) vom Leiter der Gedenkstätte Deutscher Widerstand, Johannes Tuchel, und dem Publizisten und Militärhistoriker Detlef Bald kritisiert. Das Bundesministerium für Verteidigung hat sich daraufhin entschieden, den Werner Hahlweg-Preis nicht mehr unter dem ursprünglichen Namen zu verleihen.
Für 2017 wurde der umbenannte Preis als Förderpreis für Militärgeschichte und Militärtechnikgeschichte neu ausgeschrieben.

### Werner Hahlweg-Colloquium
Im April 1994 organisierte ihm zu Ehren das Institut für Sicherheitspolitik an der Fakultät für Sozialwissenschaften der Universität der Bundeswehr in Fürstenfeldbruck das erste Werkstattgespräch (Werner Hahlweg-Colloquium) unter dem Thema „50 Jahre ‚defensive Verteidigung‘. Das Unternehmen ‚Zitadelle‘ und seine Wirkungsgeschichte“. Zu den Teilnehmern gehörten u. a. der Militärsoziologe Dietmar Schössler (Universität der Bundeswehr), der Militärhistoriker und Oberstleutnant Karl-Heinz Frieser (MGFA) und der Jurist und Generalmajor a. D. Gottfried Greiner (wissenschaftlicher Beiratsvorsitzender der Clausewitz-Gesellschaft).

## Schriften (Auswahl)

### Monografien
- Das Kriegswesen der Stadt Danzig. I: Die Grundzüge der Danziger Wehrverfassung 1454–1793 (= Schriften der Kriegsgeschichtlichen Abteilung im Historischen Seminar der Friedrich-Wilhelms-Universität Berlin. Heft 19). Junker und Dünnhaupt, Berlin 1936. (Nachdruck mit Porträt und Lebensabriss: Biblio-Verlag, Osnabrück 1982, ISBN 3-7648-1247-8)
- Die Heeresreform der Oranier und die Antike. Studien zur Geschichte des Kriegswesens der Niederlande, Deutschlands, Frankreichs, Englands, Italiens, Spaniens und der Schweiz vom Jahre 1589 bis zum Dreissigjährigen Kriege (= Schriften der Kriegsgeschichtlichen Abteilung im Historischen Seminar der Friedrich-Wilhelms-Universität Berlin. Heft 31). Junker und Dünnhaupt, Berlin 1941 (Nachdruck mit Vorwort, Lebensabriss und Bibliographie: (= Studien zur Militärgeschichte, Militärwissenschaft und Konfliktforschung. Band 35). Biblio-Verlag, Osnabrück 1987, ISBN 3-7648-1727-5).
- Carl von Clausewitz. Soldat, Politiker, Denker (= Persönlichkeit und Geschichte. Band 3). Musterschmidt, Göttingen 1957; 2. Auflage ebenda 1969.
- Der Diktatfrieden von Brest-Litowsk 1918 und die bolschewistische Weltrevolution (= Schriften der Gesellschaft zur Förderung der Westfälischen Wilhelms-Universität zu Münster. Heft 44). Aschendorff, Münster 1960.
- Preußische Reformzeit und revolutionärer Krieg (= Wehrwissenschaftliche Rundschau. Beiheft 18). Mittler, Berlin [u. a.] 1962.
- Typologie des modernen Kleinkrieges (= Institut für Europäische Geschichte, Vorträge. Band 46). F. Steiner, Wiesbaden 1967.
- Guerilla. Krieg ohne Fronten. Kohlhammer, Stuttgart [u. a.] 1968.
- Der Friede von Brest-Litowsk. Droste, Düsseldorf 1971.

### Herausgeberschaften / Bearbeitungen / Vorworte
- als Hrsg.: Lenins Rückkehr nach Rußland 1917. Die deutschen Akten (= Studien zur Geschichte Osteuropas. Band 4). Eingeleitet von Werner Hahlweg, Brill, Leiden 1957.
- Klassiker der Kriegskunst. Unter Mitarbeitung von 13 Historikern des In- und Auslandes und in Verbindung mit dem Arbeitskreis für Wehrforschung. Bearbeitet und zusammengestellt von Werner Hahlweg. Wehr und Wissen Verlagsgesellschaft, Darmstadt 1960 (Abdruck: Ursula von Gersdorff (Hrsg.): Geschichte und Militärgeschichte. Wege der Forschung. Bernard & Graefe, Frankfurt am Main 1974, S. 313–335)
- Schriften, Aufsätze, Studien, Briefe. Dokumente aus dem Clausewitz-, Scharnhorst- und Gneisenau-Nachlass sowie aus öffentlichen und privaten Sammlungen (= Deutsche Geschichtsquellen des 19. und 20. Jahrhunderts. Band 45). Mit einem Vorwort von Karl Dietrich Erdmann und hrsg. von der Bayerischen Akademie der Wissenschaften. Band 1, Vandenhoeck & Ruprecht, Göttingen 1966.
- Arrianus: Tactica (= Bibliotheca rerum militarium. Band 3). Mit einer Einleitung von Werner Hahlweg. Biblio-Verlag, Osnabrück 1967.
- Rang- und Quartierliste der Preußischen Armee von 1812 (= Bibliotheca rerum militarium. Band 18). Mit einer Einleitung von Werner Hahlweg. Biblio-Verlag, Osnabrück 1968.
- als Bearb.: Der Friede von Brest-Litowsk. Ein unveröffentlichter Band aus dem Werk des Untersuchungsausschusses der Deutschen Verfassunggebenden Nationalversammlung und des Deutschen Reichstages (= Quellen zur Geschichte des Parlamentarismus und der politischen Parteien. Band 8). Droste, Düsseldorf 1971.
- als Hrsg.: Lehrmeister des kleinen Krieges. Von Clausewitz bis Mao Tse-Tung und (Che) Guevara (= Beiträge zur Wehrforschung. Band 18/19). Wehr und Wissen Verlagsgesellschaft, Darmstadt 1968.
- Rangliste der Königlich Preußischen Truppen von 1808 (= Bibliotheca rerum militarium. Band 30). Mit einer Einleitung von Werner Hahlweg. Biblio-Verlag, Osnabrück 1972, ISBN 3-7648-0840-3.
- Die Heeresreform der Oranier. Das Kriegsbuch des Grafen Johann von Nassau-Siegen (= Veröffentlichungen der Historischen Kommission für Nassau. Band 20). Bearbeitet von Werner Hahlweg und hrsg. von der Historischen Kommission für Nassau. Wiesbaden 1973.
- Rangliste der Königlich Preussischen Armee für das Jahr 1806 (= Bibliotheca rerum militarium. Band 39). Mit einer Einleitung von Werner Hahlweg. Biblio-Verlag, Osnabrück 1976, ISBN 3-7648-0852-7.
- Verstreute kleine Schriften. Festgabe des Militärgeschichtlichen Forschungsamtes zum 200. Geburtstag des Generalmajors Carl von Clausewitz (= Bibliotheca rerum militarium. Band 45). Zusammengestellt, bearbeitet und eingeleitet von Werner Hahlweg, Biblio-Verlag, Osnabrück 1979, ISBN 3-7648-1091-2.
- als Hrsg.: Vom Kriege. Hinterlassenes Werk des Generals Carl von Clausewitz. Vollständige Ausgabe im Urtext. 3 Teile in einem Band. Mit erneut erweitert historisch-kritischen Würdigung von Werner Hahlweg. 19. Auflage 1980; Jubiläumsausgabe: Dümmler, Bonn 1991, ISBN 3-427-82019-X.